# Salto (São Paulo)
Salto – miasto i gmina w Brazylii, w stanie São Paulo, nad Rio Tietê. Znajduje się w mezoregionie Macro Metropolitana Paulista i mikroregionie Sorocaba.